# 耿寧著作遭侵權事件
耿寧著作遭侵權事件，2022年12月，瑞士哲學家耿寧忽然發現自己多年研究的《共主觀性的現象學》已被翻譯成中文，且於2018年由商務印書館出版。耿寧自己對此毫不知情，經查證發現中譯本由其學生倪梁康出版。

## 事件起源
耿寧居住於瑞士的一條小村莊，一直研究王陽明的理論。由於倪梁康的持續譯介他在中國哲學界有一定的知名度。2022年7月，香港insight studios為拍攝《漢學家》到訪瑞士訪問耿寧，期間監製劉怡問及耿寧參與編輯的胡塞爾文集。

## 經過
劉怡問及該著作是否有中文版，耿寧回答說沒有。劉怡於網上進行查核，發現該著作已被翻譯為《共主觀性的現象學》，並於2018年經《商務印書館》出版，主編名字為倪梁康。
耿寧在得知消息後，聘請律師，並要求商務印書館銷毀已出版的侵權作品，以及要求倪梁康致歉。隨後更去信時任中國共產黨總書記習近平稱：「我一生熱愛中國，就像熱愛我的祖國-瑞士一樣，熱衷傳播中國文化....，令我痛心疾首的是，現在欺世盜名的事情居然發生在我引以為豪的中國學生身上。」
期間，耿寧亦收到商務印書館的回應指：「《胡塞爾全集》未經授權而出版，是因為編輯部門誤以為這部書已經進入公共領域而造成的重大失誤，我們為此深表抱歉，並向耿寧先生真誠致歉。」並指出已經撒回所有侵權的副本，以及同意支付律師費並作出賠償。然而，倪梁康則回應：「版權是出版社之間的問題，與我無關。所以出版社向耿寧道歉，而我不會向耿寧道歉，我覺得耿寧應該向我道歉。」
12月14日，倪梁康透過現象學微信回應，解釋了緣由。编者导言是耿宁所写，分别刊载在三卷本各卷正文的前面，共计约三万字，其中说明了他作为编者的工作以及他对胡塞尔相关思想的理解，倪梁康並且提供了中譯本的書影為證。隨後，他亦聲稱耿寧一開始就知曉並同意翻譯計劃，在此過程中耿寧還曾經提供了一個目錄供參考。而《胡塞爾文集》德文版已出版72年，胡塞爾亦去世84年，故此著作權應進入公有領域。倪梁康也聲稱，2022年夏天開始他多次試圖聯繫耿寧，但是郵件沒有回復，打給耿寧的電話也是由耿寧的中國妻子接聽，無法聯繫上耿寧本人。

## 參看
- 胡塞爾
- 著作權